# Piaski (powiat rawicki)
Piaski – wieś w Polsce położona w województwie wielkopolskim, w powiecie rawickim, w gminie Miejska Górka.
| SIMC    | Nazwa   | Rodzaj     |
| ------- | ------- | ---------- |
| 0373356 | Zalesie | przysiółek |

W okresie Wielkiego Księstwa Poznańskiego (1815-1848) miejscowość wzmiankowana jako folwark Piaski należała do wsi mniejszych w ówczesnym pruskim powiecie Kröben (krobskim) w rejencji poznańskiej. Folwark Piaski należał do okręgu jutroszyńskiego tego powiatu i stanowił część majątku Konary, którego właścicielem był wówczas (1846) Okulicz. Według spisu urzędowego z 1837 roku wieś liczyła 23 mieszkańców, którzy zamieszkiwali 4 dymy (domostwa).
W latach 1975–1998 miejscowość należała administracyjnie do województwa leszczyńskiego.